# Vaccinium exiguum
Vaccinium exiguum — вид рослин з родини вересових (Fagaceae), ендемік Філіппін.

## Біоморфологічна характеристика
Vaccinium exiguum дуже нагадує V. hamiguitanense, але відрізняється короткими ніжками листків (0.5–1.0 мм vs. 1.2–1.8 мм), коротшими листками (4.9–9.3 мм vs. 8.8–16.0 мм), 
голими (проти війчастих) довшими частками чашечки (1.8–2.0 мм vs. 1.1–1.3 мм) з пилчастими краями (проти цілих), більшим віночком (6.0–7.0 × 4.0–5.0 мм vs. 4.6–5.0 × ≈ 2.6 мм), довшими тичинками (3.5–4.0 мм vs. 2.8–3.5 мм).

## Проживання
Ендемік Філіппін; зростає на лісовій вершині гори Вікторія, острів Палаван.